# 1958年の国鉄スワローズ
1958年の国鉄スワローズ（1958ねんのこくてつスワローズ）では、1958年の国鉄スワローズの動向をまとめる。
この年の国鉄スワローズは、宇野光雄監督の3年目のシーズンである。

## 概要
宇野監督3年目のチームは開幕戦で前年優勝の巨人と対戦。このカードで巨人のルーキー・長嶋茂雄がデビューするのを受け、エースの金田正一は「若造になめられてたまるか」と対抗心をあらわにし、その長嶋に対して金田は4打席4三振を奪い巨人ファンからも「国鉄は金田のためにある」と言わしめるほどであった。チームは6月まで首位の巨人に食らいつき、7月までは12ゲーム差の3位で中日とAクラスを争い球団初の3位は秒読みと言われた。しかし、8月に入るとチームの勢いは急降下。9月以降は広島にゲーム差を詰められたが、辛うじて4位を死守した。結局チームは優勝の巨人に13勝13敗と健闘するも17.5ゲームを離され、8月までAクラスを争った中日にも8勝18敗と負け越し大きく引き離された。投手陣は金田がこの年も絶好調で31勝で最多勝を、1.30で最優秀防御率、311奪三振で最多奪三振をそれぞれ獲得、特に勝利数に至っては、「開幕71日」「チーム試合数51試合」での6月13日に史上最速の20勝を達成、「この分なら51勝も」と思われたが、金田夏の持病「肘の痛み」のためにペースダウンしてしまう有様だった、その一方で打線の援護に乏しく、チーム打率.223はリーグ4位、チーム防御率も3.10とリーグ最下位で、最終的に9年連続のBクラスでシーズンを終えた。

## チーム成績

### レギュラーシーズン
| 1 | 一 | 飯田徳治   |
| 2 | 三 | 箱田淳     |
| 3 | 中 | 佐藤孝夫   |
| 4 | 右 | 町田行彦   |
| 5 | 二 | 佐々木重徳 |
| 6 | 左 | 鵜飼勝美   |
| 7 | 遊 | 渡辺礼次郎 |
| 8 | 捕 | 谷田比呂美 |
| 9 | 投 | 金田正一   |

| 順位 | 4月終了時 | 4月終了時 | 5月終了時 | 5月終了時 | 6月終了時 | 6月終了時 | 7月終了時 | 7月終了時 | 8月終了時 | 8月終了時 | 最終成績 | 最終成績 |
| ---- | --------- | --------- | --------- | --------- | --------- | --------- | --------- | --------- | --------- | --------- | -------- | -------- |
| 1位  | 大阪      | --        | 巨人      | --        | 巨人      | --        | 巨人      | --        | 巨人      | --        | 巨人     | --       |
| 2位  | 国鉄      | 2.5       | 国鉄      | 1.0       | 国鉄      | 5.0       | 大阪      | 4.5       | 大阪      | 5.5       | 大阪     | 5.5      |
| 3位  | 中日      | 4.5       | 大阪      | 2.5       | 大阪      | 5.0       | 国鉄      | 12.0      | 中日      | 15.0      | 中日     | 9.0      |
| 4位  | 巨人      | 5.0       | 中日      | 8.0       | 大洋      | 12.0      | 中日      | 12.5      | 国鉄      | 16.5      | 国鉄     | 17.5     |
| 5位  | 大洋      | 5.0       | 大洋      | 9.0       | 中日      | 12.5      | 大洋      | 16.5      | 大洋      | 22.0      | 広島     | 19.5     |
| 6位  | 広島      | 7.0       | 広島      | 9.5       | 広島      | 16.5      | 広島      | 20.5      | 広島      | 25.0      | 大洋     | 23.5     |

| 順位 | 球団             | 勝 | 敗 | 分 | 勝率 | 差   |
| 1位  | 読売ジャイアンツ | 77 | 52 | 1  | .597 | 優勝 |
| 2位  | 大阪タイガース   | 72 | 58 | 0  | .554 | 5.5  |
| 3位  | 中日ドラゴンズ   | 66 | 59 | 5  | .528 | 9.0  |
| 4位  | 国鉄スワローズ   | 58 | 68 | 4  | .460 | 17.5 |
| 5位  | 広島カープ       | 54 | 68 | 8  | .443 | 19.5 |
| 6位  | 大洋ホエールズ   | 51 | 73 | 6  | .411 | 23.5 |

## オールスターゲーム1958
| ファン投票 | 金田正一 |        |
| 監督推薦   | 村田元一 | 箱田淳 |

## できごと
- 4月5日 - セ・リーグ開幕。国鉄は後楽園球場で巨人と対戦、開幕投手・金田正一は巨人ルーキー長嶋茂雄を4打席4三振にきって取る。
- 5月4日 - 大阪7回戦（阪神甲子園球場）6回裏、一塁走者の飯田徳治は、佐藤孝夫の中前打で二塁を回った際、右足アキレス腱を痛めて退場、直ちに大阪大学医学部附属病院に運ばれて精密検査を受けた結果、「右足アキレス腱断裂」で全治2ヶ月と判明、南海時代、1948年9月12日の金星戦から始まった連続試合出場が1246試合で止まった。
- 6月13日 - 金田正一、巨人戦で完投勝利、史上最速の「開幕70試合」「チーム試合数51試合」での20勝到達となる。

## 表彰選手
| リーグ・リーダー | リーグ・リーダー | リーグ・リーダー | リーグ・リーダー |
| 選手名           | タイトル         | 成績             | 回数             |
| ---------------- | ---------------- | ---------------- | ---------------- |
| 金田正一         | 最優秀防御率     | 1.30             | 2年連続2度目     |
| 金田正一         | 最多勝利         | 31勝             | 2年連続2度目     |
| 金田正一         | 最多奪三振       | 311個            | 2年ぶり6度目     |
| 金田正一         | 沢村賞           |                  | 3年連続3度目     |

| ベストナイン | ベストナイン | ベストナイン |
| 選手名       | ポジション   | 回数         |
| ------------ | ------------ | ------------ |
| 金田正一     | 投手         | 2年連続2度目 |